# محمد دراق
محمد دراق هو لاعب كرة قدم جزائري من مواليد 3 أفريل 1985 بقصر البوخاري بولاية المدية، وهو يلعب في نادي مولودية الجزائر. ويعتبر دراق من أحسن اللاعبين الموهوبين في الدوري الجزائري.

## مسيرته الكروية
مع الأندية
- تكوّن محمد دراق في نادي بوسماعيل وبسبب تطور مستواه تنقل للمشاركة في التجارب مع أحد أندية فرنسا القابعة في القسم الرابع ولكنه وقع في خلاف معهم فعاد إلى الجزائر ليبعث مشواره من جديد فتنقل إلى نادي أولمبي العناصر فتدرج في فئاته الصغرية.ونظرا للمستوى الراقي الذي ظهر به قرر الفريق الناشط آنذاك في القسم الأول ترقية اللاعب للفريق الأول لتكون انطلاقة محمد دراق موسم 2006/2007 حيث تمكن من فرض نفسه بسرعة بفضل سياسة الفريق التي كانت تدعم اللاعبين الشباب فأصبح مايسترو الفريق ومدلل الجماهير في موسمه الأول ورغم المستوى الذي قدمه إلا أن ذلك لم يشفع لناديه للبقاء في حظيرة الكبار وسقط للقسم الثاني ليصبح محمد هدفا لمعظم الأندية قبل أن يضمه صياد المواهب محند شريف حناشي للعملاق القبائلي شبيبة القبائل ليكون بمثابة الحلم الذي تحقق لهذا الموهوب وهو اللعب في الجياسكا.
- في صيف 2007 إنضم محمد دراق للشببة القابائلية وأصبح مطالبا بالعمل أكثر وأكثر وذلك نذرا لقوة المنافسة بين لاعبي الشبيبة وطبعا مهمة دراق لم تكن سهلة في ضمان مكانة أساسية خاصة لتوفر الشبيبة على لاعبي في نفس منصبه لتكون 6 أشهر الأولى للاعب مع النادي معظمها في الاحتياط حيث كان يقحمه المدرب موسى صايب في 15د و 20د الأخيرة من المباراة.
- وشيئا فشيئا أصبح يعتاد طريقة لعب الجياسكا ويلفت انتباه العروش بفضل تحركاته ومرواغته وسرعته على الأجنحة حتى أطلقوا عليه اسم التريســــيتي ومعناها الكهرباء ليكمل الموسم كأساسي في موسم 2007/2008 والتي كانت أول بطولة وطنية يفوز بها محمد دراق مع شبيبة القبائل وقد دخل اهتمامات أندية فرنسية أبرزها عملاق الجنوب الفرنسي فريق أولمبيك مرسيليا إلا أن المفاوضات فشلت.
- وفي موسم2008/2009 دخله محمد دراق وشبيبة القبائل في حلة البطل حيث كان العبئ الكبير عليه خاصة وأنه أصبح قطعة أساسية من الفريق هذا الضغط انعكس سلبا على مستواه حيث لم يقدم ما كان منتظرا منه وفقد مكانه الأساسية لحسين أشيو ليكمل الموسم بين اللعب تارة والاحتياط تارة أخرى.
- بعد أن فقد مكانه في الشبيبة قرر محمد دراق تغيير الأجواء وكانت قبلته هذه المرة العميد مولودية الجزائر حيث أقنه المسؤولون بسياسة التشبيب التي إنتهجها النادي ليمضي في صيف 2009 معهم وهي من أنجح الخطوات التي أقدم عليها اللاعب بداية الموسم لمحمد دراق كانت مغايرة لكل المواسم الماضية حيث تحول من من اللعب على الأجنحة إلى المهاجم المساند خلف الحاج بوقش وهو المنصب الذي تألق فيه وأصبح الرقم 1 بفضل تحركاته وتوغلاته السريعة.
- بالإضافة إلى الأهداف الجميلة فكان موسم 2009/2010 موسم محمد دراق حيث تمكن من تسجيل أهداف منها هدف جميل في الداربي العاصمي أمام الاتحاد وهدف ضد وفاق سطيف والأجمل كان ضد جمعية الخروب كما إتسم لعبه في هذا الموسم بالجماعية وعدم الأنانية حيث كان أحسن ممر للكرات في موسم 2009/2010 ليتوج في الأخير بالبطولة الوطنية والتي غابت عن بيت المولودية لعقد كامل وهي ثاني بطولة وطنية للجناح الطائر كما لقبه الشناوة.

## مع المنتخب
- رغم المستوى الكبير الذي قدمه اللاعب في البطولة الوطنية ورغم معاناة الفريق الوطني من الناحية الهجومية إلا أنه لم يتم منحه فرصة الانضمام للمنتخب شأنه في ذلك شأن اللاعبين الذي برزا في البطولة واقتصرت مشاركته مع المنتخب الأولمبي في المباريات المؤهلة لكأس أفريقيا للمحليين والتي غاب فيها عن مباراتي ليبيا ذهابا وإيابا بداعي الإصابة

## الإنجازات
مع الأندية
- شبيبة القبائل:
  - الدوري الجزائري (1):
    - البطل : 2008.
    - الوصيف: 2009.
- مولودية الجزائر:
  - الدوري الجزائري (1):
    - البطل: 2010.

فرديا
- أحسن ممر في البطولة الوطنية :2009-2010.